# Kohler-Gletscher
Der Kohler-Gletscher ist ein Gletscher an der Walgreen-Küste des westantarktischen Marie-Byrd-Lands. Er ist ein Abzweig des Smith-Gletschers und fließt in nördlicher Richtung durch die Kohler Range zum Maumee-Piedmont-Gletscher, der seinerseits in das Dotson-Schelfeis übergeht.
Der United States Geological Survey kartierte ihn anhand eigener Vermessungen und Luftaufnahmen der United States Navy aus den Jahren von 1959 bis 1966. Das Advisory Committee on Antarctic Names benannte ihn 1967 in Verbindung mit dem gleichnamigen Gebirge nach dem US-amerikanischen Unternehmer Walter Kohler Sr. (1875–1940), vormaliger Gouverneur von Wisconsin und Sponsor der zweiten Antarktisexpedition (1933–1935) des US-amerikanischen Polarforschers Richard Evelyn Byrd.